# Diecezja kiszyniowska
Diecezja kiszyniowska (łac.: Dioecesis Chisinauensis) – katolicka diecezja mołdawska, obejmująca swoim zasięgiem cały kraj. Siedziba biskupa znajduje się w stolicy – Kiszyniowie.

## Historia

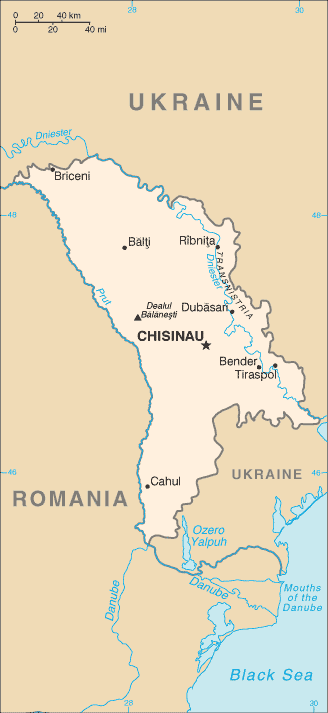
Obecne granice diecezji kiszyniowskiej

Terytorium dzisiejszej diecezji podzielone było w XIX w. między diecezję Jassów a diecezję tyraspolską. W 1941 r. ziemie te zostały zajęte przez ZSRR i rozpoczęły się prześladowania religijne. Praktycznie zniszczono strukturę parafialną. Po upadku tego państwa i ogłoszeniu niepodległości przez Mołdawię w 1991 r. zaczął odradzać się Kościół katolicki. 28 października 1993 papież Jan Paweł II utworzył dla miejscowych katolików żyjących w diasporze administraturę apostolską, która osiem lat później, w roku 2001 została przekształcona w pełnoprawną diecezję.

## Główne świątynie
- Katedra: Katedra Opatrzności Bożej w Kiszyniowie

## Biskupi

### Administratorzy apostolscy
- 1993 – 2001 bp Anton Coșa

### Biskupi diecezjalni
- od 2001 r. – bp Anton Coșa